# Milan Albrecht
Milan Albrecht  (1950. július 16. –) szlovák labdarúgó, edző.

## Pályafutása

### A válogatottban
1970-ben 5 alkalommal szerepelt a csehszlovák válogatottban és 2 gólt szerzett. Részt vett az 1970-es világbajnokságon.

## Sikerei, díjai
Jednota Trenčín
- Csehszlovák kupadöntős (1): 1977–78
- Szlovák kupa (1): 1977–78

Baník Ostrava
- Csehszlovák bajnok (1): 1980–81